# Helictopleurus rudicollis
Helictopleurus rudicollis là một loài bọ cánh cứng trong họ Bọ hung (Scarabaeidae).